# Bernard Harris
Bernard Harris (ur. 26 czerwca 1956 w Temple w Teksasie) – amerykański astronauta i lekarz.

## Życiorys
W 1974 ukończył szkołę w San Antonio, w 1978 studia biologiczne na University of Houston, a w 1982 uzyskał doktorat z medycyny w Texas Tech University School of Medicine, później do 1988 szkolił się na chirurga lotniczego w Aerospace School of Medicine w Brooks Air Force Base w San Antonio. Pracował w Centrum Lotów Kosmicznych imienia Lyndona B. Johnsona jako naukowiec kliniczny i chirurg lotniczy, jednocześnie był asystentem profesora na University of Texas i profesorem w University of Texas School of Medicine. 17 stycznia 1990 został wyselekcjonowany przez NASA jako kandydat na astronautę, ukończył szkolenie przygotowawcze w lipcu 1991. Od 26 kwietnia do 6 maja 1993 był specjalistą misji STS-55 trwającej 9 dni, 23 godziny i 40 minut. Od 3 do 11 lutego 1995 był specjalistą misji STS-63 trwającej 8 dni, 6 godzin i 28 minut. Wówczas 9 lutego 1995 jako pierwszy czarny Amerykanin wykonał kosmiczny spacer (trwający 4 godziny i 38 minut), wraz z Brytyjczykiem Michaelem Foalem. 15 kwietnia 1996 opuścił NASA.